# Helena Zmatlíková
Helena Zmatlíková, née Wehrbergerová le 19 novembre 1923 à Prague où elle est morte le 4 avril 2005, est une artiste-peintre et illustratrice tchèque. Elle a illustré environ 250 livres, principalement pour enfants.

## Biographie
Elle étudie à l'Académie privée ukrainienne (Ukrajinské studio výtvarných umění) sous la direction de Grigorij Musatov, puis entre à l'École de dessin et de graphisme publicitaire de Leonard Rotter (cs). Elle termine ses études à l'École de beaux-arts et de graphisme appliqué, d'art du livre et de la publicité Officina Pragensis en 1942. Pendant ses études, elle gagne un revenu supplémentaire en tant qu'illustratrice de mode. Après ses études, elle travaille d'abord pour le studio Melantrich, puis devient indépendante avant de rejoindre la maison d'édition Albatros comme illustratrice salariée. La maison d'édition Artur publie régulièrement des livres avec ses illustrations.
Elle remporte de nombreux prix et participe à l'Exposition universelle de 1958 à Bruxelles où elle obtient la médaille d'or.
Les illustrations de Zmatlíková sont considérées comme tendres et joyeuses. Le publiciste Jaroslav Císař écrit à son sujet : « Son écriture se caractérise par un contour net et un dessin aux couleurs vives, évoquant une sensation de familiarité et d'optimisme. »
Ses illustrations sont parues dans des livres publiés dans le monde entier en plus de 20 langues. Elle a illustré environ 250 livres. D'après le nombre d'ouvrages illustrés, elle est la 7e artiste la plus publiée de Tchécoslovaquie/République tchèque au XXe siècle. Parmi les ouvrages les plus populaires figurent Putování za švestkovou vůní (Le Voyage au parfum de prune) de Ludvík Aškenazy (cs), Les Aventures de Pinocchio de Carlo Collodi ou encore Le Petit Prince d'Antoine de Saint-Exupéry. Outre des livres, elle illustre aussi de nombreux leporelli pour les petits. Elle a également travaillé sur des films d'animation, comme l'émission du soir Domeček u tří koťátek,,.
Son neveu est l'avocat et homme politique Pavel Rychetský. Son fils Ivan Zmatlík était marié à l'actrice Kateřina Macháčková, avec qui il a une fille, Helena.
Morte des suites d'un accident vasculaire cérébral, elle est inhumée au cimetière de Vyšehrad à Prague.
Le 19 novembre 2013, Google célèbre la 90eannée de sa naissance avec un Google Doodle.

### Vie privée
Elle se marie une première fois en 1941 et de cette union nait son fils Ivan. Le mariage dure sept ans. Elle épouse en 1951 le peintre Zdenek Seydl dont elle divorce en 1971,.